# The Summer Hikaru Died
The Summer Hikaru Died (光が死んだ夏, Hikaru ga shinda natsu, litt. « L'Été où Hikaru est mort ») est un seinen manga de Mokumokuren, prépublié dans le magazine en ligne Young Ace Up depuis août 2021 et publié par l'éditeur Kadokawa Shoten en volumes reliés. La version française est éditée par Pika Édition depuis octobre 2023.
Une adaptation en anime par le studio CygamesPictures est en production.

## Synopsis
Yoshiki et Hikaru sont deux adolescents vivant dans une petite ville rurale du Japon. Malgré des personnalités opposées et des passe-temps différents, les deux entretiennent une amitié étroite, nourrissant tous deux de potentiels sentiments romantiques l'un pour l'autre. Cependant, un jour d'hiver, Hikaru est mortellement blessé alors qu'il fait une randonnée seul dans les montagnes. Avant de mourir, un être surnaturel le rencontre et le consume, prenant son enveloppe corporelle. Cet « Hikaru » a tous les sentiments et souvenirs de l'original mais reste un être distinct, ce que Yoshiki réalise assez rapidement.

## Personnages
Hikaru (ヒカル)
Yoshiki (よしき)

## Manga

### Production
Mokumokuren conçoit la série durant ses études pour les examens d'entrée au lycée. Après avoir été diplômé, il commence à poste des dessins sur Twitter en janvier 2021 durant son temps libre. Mokumokuren est approché par le département éditorial du Young Ace Up pour prépublier le manga dans le magazine en ligne. Mokumokuren est un fervent lecteur des séries d'action du Weekly Shōnen Jump et du Weekly Young Jump, notamment de Tokyo Ghoul.
Alors qu'il écrivait l'histoire, Mokumokuren tenta de garder l'horreur au minimum en essayant de faire appel aux émotions des gens plutôt que de simplement leur faire peur. L'auteur estime également que le thème de l'histoire ajoute à l'horreur en s'appuyant sur l'« effet du pont suspendu », selon lequel il est plus facile de tomber amoureux lorsqu'on se sent anxieux ou craintif. Concernant l'aspect artistique, Mokumokuren essaye d'utiliser des onomatopées peu courantes tout en s'assurant qu'elles fonctionnent correctement dans le contexte de l'histoire.

### Publication
The Summer Hikaru Died, scénarisé et illustré par Mokumokuren, commence sa prépublication dans le magazine en ligne Young Ace Up le 31 août 2021. La série est publiée au format tankōbon avec un premier volume sorti le 4 mars 2022.
En septembre 2022, Yen Press annonce l'acquisition de la licence pour une publication en version anglaise avec un premier volume sorti le 18 juillet 2023.
La version française est publiée par Pika Édition avec un premier volume sorti le 11 octobre 2023.

### Liste des volumes
| no | Japonais        | Japonais          | Français         | Français          |
| no | Date de sortie  | ISBN              | Date de sortie   | ISBN              |
| -- | --------------- | ----------------- | ---------------- | ----------------- |
| 1  | 4 mars 2022     | 978-4-04-112273-0 | 11 octobre 2023  | 978-2-8116-7856-2 |
| 2  | 4 octobre 2022  | 978-4-04-112960-9 | 6 décembre 2023  | 978-2-8116-8235-4 |
| 3  | 2 juin 2023     | 978-4-04-113700-0 | 21 février 2024  | 978-2-8116-8837-0 |
| 4  | 4 décembre 2023 | 978-4-04-114339-1 | 16 octobre 2024  | 978-2-8116-9381-7 |
| 5  | 4 juin 2024     | 978-4-04-114997-3 | 2 avril 2025     | 978-2-8116-9813-3 |
| 6  | 4 décembre 2024 | 978-4-04-115608-7 | 1er octobre 2025 | 979-1-0433-0017-2 |
| 7  | 4 juillet 2025  | 978-4-04-115682-7 |                  |                   |

## Anime
L'adaptation en anime est annoncée en mai 2024. Celui-ci est réalisé et écrit par Ryohei Takeshita au sein du studio CygamesPictures. Le premier épisode est sorti le 6 juillet 2025 sur Netflix.

### Liste des épisodes
| No | Titre français | Titre japonais | Titre japonais | Date de 1re diffusion |
| No | Titre français | Kanji          | Rōmaji         | Date de 1re diffusion |
| -- | -------------- | -------------- | -------------- | --------------------- |
| 1  | Remplacement   | 代替品         | Daitaihin      | 6 juillet 2025        |
| 2  | Des Soupçons   | 疑惑           | Giwaku         | 13 juillet 2025       |
| 3  | Le Déni        | 拒絶           | Kyozetsu       | 20 juillet 2025       |

## Accueil
The Summer Hikaru Died se place 11e dans la catégorie web manga des Next Manga Awards 2022 et remporte le « prix spécial mondial » (édition chinois traditionnel). La série arrive à la première place de l'édition 2023 de Kono Manga ga sugoi! de Takarajimasha du meilleur manga pour un lectorat masculin. Il est également nommé pour le 16e grand prix du manga. La série se place 5e parmi les bandes dessinées recommandées par les employés de la librairie nationale. La série se place également 7e du 7e Tsutaya Comic Award (en). Le premier volume, qui reçoit trois fois plus de commandes que de copies disponibles pour le premier tirage, est réimprimé à six reprises en trois mois avec plus de 200 000 exemplaires en circulation. En octobre 2022, plus de 5 500 000 exemplaires de la série étaient en circulation. En juin 2023, plus d'1,4 million d'exemplaires de la série étaient en circulation.
Tensako Miura d'An An loue l'histoire, les personnages principaux et l'art, appréciant l'usage des nuances de noir pour les dessins.